# 櫻内義雄
櫻内 義雄（さくらうち よしお、1912年〈明治45年〉5月8日 - 2003年〈平成15年〉7月5日）は、日本の政治家。衆議院議員（18期）、衆議院議長（第67代）、外務大臣（第106代）、建設大臣（第41代）、国土庁長官（第6代）、農林大臣（第44代）、通産大臣（第23-24代）、自由民主党政務調査会長（第20・25代）、自由民主党幹事長（第21・22代）。日蓮宗全国檀信徒協議会会長。位階は従二位、勲等は勲一等。
商工大臣、農林大臣、大蔵大臣などを歴任した櫻内幸雄は父、中国電力会長を務めた櫻内乾雄は兄にあたる。

## 来歴・人物

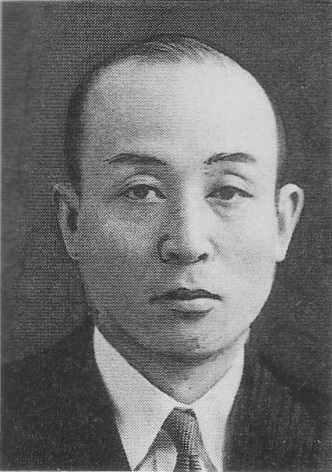
1950年ごろ

東京生まれ。幼稚舎から慶應義塾に学び、慶應義塾大学経済学部卒業、鐘紡に入社する。1938年応召、翌年除隊。
大蔵大臣の父・幸雄の私設秘書となり、同時に日本電化を経営。1947年、旧東京1区から第23回衆議院議員総選挙に初当選（当選同期に田中角栄・鈴木善幸・増田甲子七・中山マサ・松野頼三・倉石忠雄・荒木万寿夫・石田博英・原田憲・園田直・根本龍太郎・佐々木秀世・中村寅太など）。1949年、第24回衆議院議員総選挙で落選。
その後、1950年の第2回参議院議員通常選挙で一人区・島根県選挙区で389票差の僅差で当選したが、対立候補の小瀧彬より櫻内の票の中に無効票（義雄の父で、元大蔵大臣の幸雄の名を書いたものが義雄の有効票に数えられていた。）が含まれているとの異議申し立てがあり、小瀧側の訴えが認められた結果、1952年1月に小瀧が当選者となった。1952年の第25回衆議院議員総選挙で、父・幸雄のあとを継いで旧島根全県区から衆議院議員選挙に出馬し、その後連続で当選し17回。
改進党時代には当選同期の中曽根康弘とともに青年将校と称され、自民党内では河野派に属していた。法務政務次官、衆議院外務委員長などを経て、1964年に第3次池田内閣で通産大臣として初入閣を果たす。河野の死後は中曽根派の幹部となり、農林大臣、建設大臣、国土庁長官、自民党政調会長、外務大臣、自由民主党幹事長など要職を歴任する。
幹事長在職中に第2次大平内閣に対する反主流派の造反があり、櫻内も党執行部の長として主流派と自らの所属派閥を含む反主流派の調停に奔走したが、果たせずハプニング解散となる。しかし、自らの出身の中曽根派からは中曽根の意向もあり、稲葉修と中尾栄一の他に造反者は出さなかった。反主流派の造反に加え選挙運動開始直後の大平の急死という異常事態の中で選挙の責任者として主流派・反主流派をまとめ自民党を大勝に導く。その功績や調停における公正さを評価され、ハプニング解散の責任者であるにもかかわらず鈴木善幸政権においても幹事長に留任する。党内抗争の仲裁に当たり「櫻内政権」の憶測が浮上したこともある。
中曽根の首相在任中は派閥会長の座を預かり、派内のまとめ役に徹した。1989年、リクルート事件に関与した疑いで、中曽根が離党後も、一時期派閥を預かった。その後も櫻内は中曽根と行動をともにし、衆議院議長を退任後は渡辺派→村上・亀井派→江藤・亀井派に属する。
1990年2月から衆議院議長に就任、その10ヶ月後の同年12月財団法人日本プロスポーツ協会初代会長に就任し事実上の統一コミッショナー的役割を果たしプロスポーツ発展にも寄与、毎年日本プロスポーツ大賞受賞者の表彰式に参加。派閥会長の座を渡辺美智雄に譲った。
議長在職中にPKO法案の審議が行われ、牛歩戦術などによる社会党、共産党、社民連の激しい抵抗を排除、また社会党全議員が辞職願を提出し衆議院解散を迫った際には「前例が無い」として、受理しない対応を取り挫折させている。これらの対応に関して野党から議長不信任決議案が提出されたが、否決されている。1993年6月に宮澤改造内閣不信任決議が可決され、その直後の衆議院解散（嘘つき解散）詔書の読み上げが、櫻内の議長としての最後の仕事となった。
中選挙区制が廃止された1996年の総選挙では、比例代表中国ブロックから当選した。2000年の総選挙にも比例での出馬意欲を見せていたが（当時の朝日新聞の報道によると、櫻内本人は「自分はこれまでも、『長寿国日本、長寿県島根、長寿代表櫻内』と言って当選してきた。これだけの高齢社会になったんだから、比例名簿のうち何％かは80代以上じゃないといけないようにすべきだ」と発言していた。）、2000年に幹事長だった野中広務が定年制導入を理由に櫻内・原健三郎の2人を引退させ、第42回衆議院議員総選挙と同時に政界から引退した。櫻内は、（年長の）原と共に明治生まれの最後の代議士でもあった。
宝塚歌劇団の大ファンで知られ、長らく愛宝会会長を務めた他にも日本カヌー協会会長、日本国際貿易促進協会会長等数々の団体のトップも務めた。最晩年に「櫻内・原の両元議長が議席にたどりつくまで何分かかるか」というのがテレビ番組でネタになったが、かつては「国会議員速歩の会」を主催していた。
世界連邦運動の推進団体である世界連邦日本国会委員会第9代会長でもあった。また、大隈重信が設立した日印協会の第6代会長をつとめ、岸信介が設立した協和協会の第3代会長をつとめた。
2003年7月5日、呼吸不全のため東京都渋谷区の病院で死去。91歳没。墓所は池上本門寺。法号は宏達院清明義雄日顕大居士。

## エピソード

### ゴルバチョフの訪日問題
櫻内は衆議院議長在任中の1990年7月にソビエト連邦を訪問し、ミハイル・ゴルバチョフ大統領の早期訪日を要請したものの、ゴルバチョフは櫻内が北方領土問題を会談の議題として持ち出したことに不快感を示し、成果は得られなかった。なお、ゴルバチョフの訪日時期は、櫻内・ゴルバチョフ会談の2日後に行われた池田大作・創価学会名誉会長との会見の結果、1991年の春となることで事実上決着した。

### 信仰
一方で、櫻内は日蓮宗全国檀信徒協議会会長職の他にも日蓮宗檀徒の国会議員で組織する「一乗会」の会長なども務め、こうした桜内の功績に対し日蓮宗宗務院は櫻内に1977年と1993年の2度にわたり、一級法労章を贈っている。
日頃の信仰について、1990年3月に行われたインタビューで櫻内は「信仰深い祖父によく仏壇の掃除などやらされて、父が政治活動で忙しく、墓参りから法事まで、自然のうちに櫻内家の先祖を守る役目を引き受けるようになった。理屈ではなく、いつの間にか身に染みついた信仰だと思う」と語り、自身の政治活動と信仰を照らし合わせて「日蓮宗の檀信徒の一人として、自分は日蓮聖人の教えを身に体して当たっているな、といつも思っている。ことに聖人の立正安国の精神で、どのような政治の衝にも当たっている。聖人の教えは政治の大道だと思う。個々のご文章ということでなく、常に立正安国を念頭においている」と述べていた。
　

## 語録
- 「もうすぐ桜が咲きます。私の名前は櫻内、つまりチェリーです。日米間でも間もなく桜が咲くようになります」（1982年3月23日、外務大臣として訪米しロナルド・レーガン大統領との会談終了後、内外記者団に対して）。※後日、「アイ・アム・チェリー」発言として伝播される（チェリーはスラングで“童貞”、また“オカマ”での意）。
- 「どうして、マスコミは政科研を“櫻内派”と呼ばないんだ？」（櫻内は、1982年から1987年、1989年から1990年まで政策科学研究所（中曽根派）会長を務めていた。もちろん、櫻内一流のジョークである。）
- 「アメリカは日本の部品を買ってくれと言う。アメリカが日本に頭を下げ、自動車の下請け工場になるのは情けない。問題の根本はアメリカの労働者の質が劣悪なことにある。アメリカの労働者は働かなさ過ぎる。働かないで高い給料を欲しがる。3割くらいは文字も読めない。幹部が指令を出しても文書で渡せない。不合格品もたくさん出る」 （衆議院議長在任中の1992年1月19日、島根県での後援会新年会の際に日米貿易摩擦に言及し発言）。
  - この発言に対し、NBCニュース論説委員ジョン・チャンセラー（英語版）は、問題はアメリカ側の管理経営の稚拙さにあり、労働者の質に大差はない、と語っている[7]。
  - この発言に対し、ダイアン・ラヴィッチ（英語版）教育次官補(当時)は、識字率問題が誇張されており読み書きできないものは5%にすぎないし、多くの移民を受け入れている国を批判するのは不当、また40年間の冷戦時代、日本やドイツを守るために使った軍事費を教育に回していればもっとましだったはずと指摘する人は多いと述べた[7]。
  - この発言に対し、民主党の下院議員(当時)であり、黒人指導者でもあるチャールズ・ランゲル（英語版）は、日本の政治家が黒人やその他の少数民族に対して侮辱的な発言を繰り返してきたため、櫻内の発言には特に驚かないが、アメリカの労働力に存在する問題が何であれ、それと日本の貿易障壁は別の問題であるとした[7]。

## 年譜
- 1935年 - 慶應義塾大学経済学部卒業
- 1935年-1938年 - 鐘紡社員
- 1939年-1947年 - 櫻内幸雄秘書
- 1947年4月 - 衆議院議員選挙に初当選
- 1950年6月 - 参議院議員選挙に島根地方区より出馬、当選
- 1951年12月 - 当選無効により議員を辞職[8]。
- 1952年10月 - 衆議院議員選挙で当選し、議員に返り咲く
- 1954年12月-1955年3月 - 法務政務次官（第1次鳩山一郎内閣）
- 1958年-1959年 - 衆議院外務委員長
- 1961年-1962年 - 衆議院文教委員長
- 1964年7月-1965年6月 - 通商産業大臣（第3次池田内閣・第1次佐藤内閣）
- 1966年1月26日 - 1964年1月、島根県社会事業共同募金へ10万円寄付により紺綬褒章受章[9]
- 1972年7月 - 自民党政務調査会長（田中角栄総裁）
- 1972年12月-1973年11月 - 農林大臣（田中角栄内閣）
- 1976年9月 - 自民党政務調査会長（三木武夫総裁）
- 1977年11月-1978年12月 - 建設大臣兼国土庁長官（福田赳夫内閣）
- 1977年-2002年12月 - 第6代公益財団法人日印協会会長
- 1979年11月-1981年11月 - 自民党幹事長（大平正芳・鈴木善幸総裁）
- 1981年11月-1982年11月 - 外務大臣（鈴木善幸内閣）
- 1982年12月 - 政策科学研究所（中曽根派）会長
- 1983年11月 - 春の叙勲で勲一等旭日大綬章受章（勲八等からの昇叙）[10]
- 1990年2月-1993年6月 - 第67代衆議院議長
- 1993年11月 - 秋の叙勲で勲一等旭日桐花大綬章受章[11]
- 1999年3月 - 名誉議員
- 2000年6月 -  政界引退
- 2003年7月5日 - 死去、91歳。死没日をもって従二位に叙され、銀杯一組（第5号）を賜った[12]

## 家族・親族

### 櫻内家

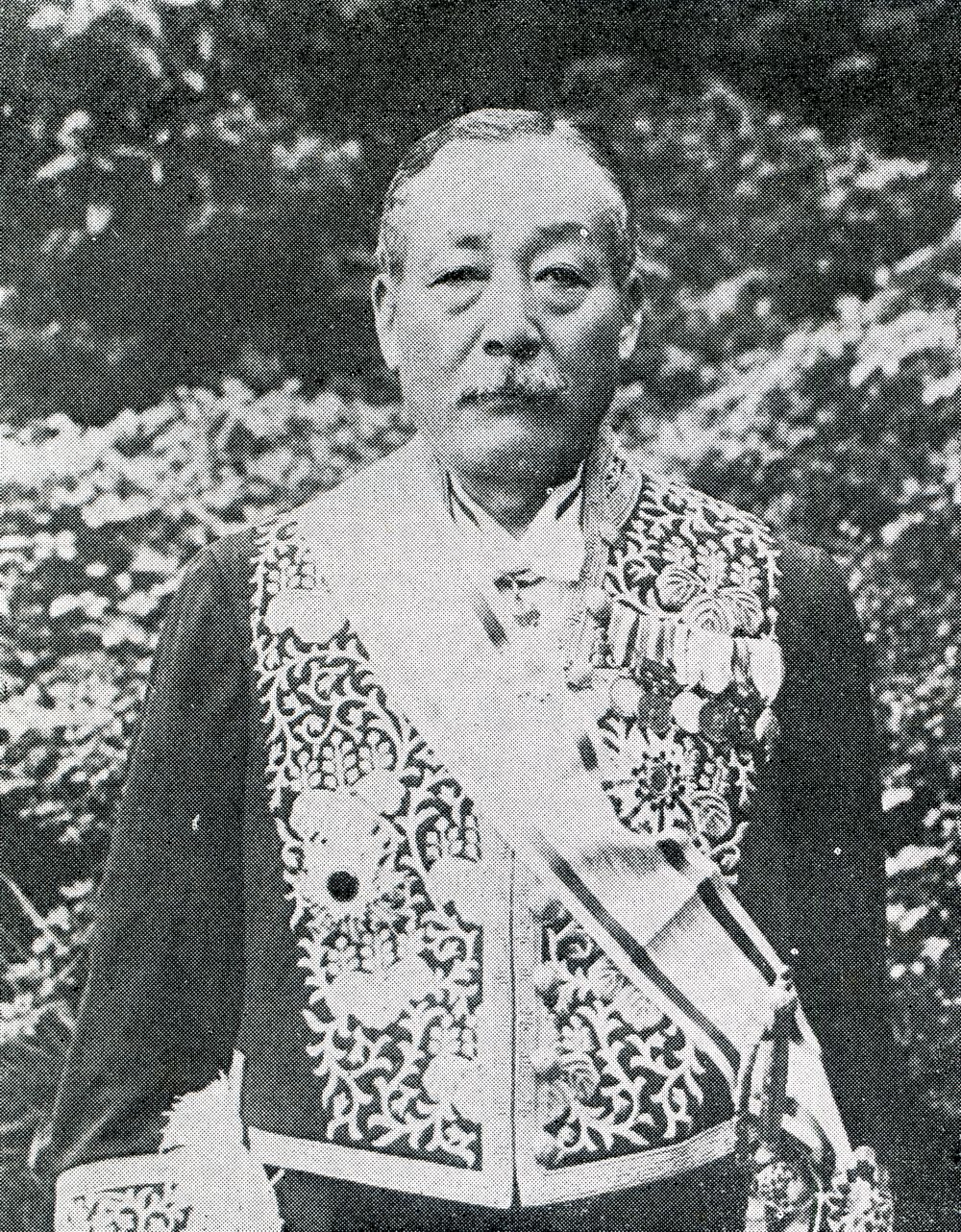
父・櫻内幸雄
（肖像）

（島根県能義郡広瀬町（現安来市）、鳥取県西伯郡米子町（現米子市）・西伯郡境町（現境港市）、東京都港区）
- 曾祖父・四郎左衛門（広瀬藩士）
- 曾祖母・トセ
- 祖父・和一郎（旧広瀬藩士、島根県士族）
嘉永3年（1850年）生[13]〜没
廃藩のとき、松平家からの頂戴金と士族に対する政府の御下げ渡し金とで、桜内家には一応すくなからぬ金がはいった[14]。それを資本にして和一郎は、あれこれと事業に手を出したが、いずれも世にいう“士族の商法”でうまくいかず、次第に食いつぶすような破目になってしまった[14]。
- 祖母・綾（広瀬藩儒学者・堀重兵衛の娘[13]）
堀家は、同じ広瀬藩にながく仕えた家で、代々儒学をもって知られていた[13]。したがって、綾女は儒者である父重兵衛により厳格な家庭教育を施され、当時としてはインテリ女性ともいうべき存在だった[13]。
- 父・幸雄（実業家、政治家）

- 明治13年（1880年）8月 - 昭和22年（1947年）10月、東京専門学校（現：早稲田大学）中退
父幸雄は、大正9年（1920年）衆議院議員に当選し、商工相、農相、蔵相などを歴任した。
- 母・貞子（徳永純の長女[15]）
明治36年（1903年）に父・幸雄は結婚をした[15]。貞子は徳永純の長女で、幸雄より2つ年下だった[15]。徳永という人は異色ある人物で、若いころは仏門にはいって真宗の伝導師をしていたが、壮年期以後は富士製紙会社に入り、かなり重い役職を歴任した[15]。
- 兄・櫻内乾雄（実業家・元中国電力会長）1905年5月8日 - 1977年4月3日、東京帝国大学（現：東京大学）工学部卒業
- 妻・美咲（実業家丸山英弥（元明治生命社長）の娘）
- 長女・美貴子（欽司の妻）1944年9月20日生、慶應義塾大学文学部卒業
- 婿養子・桜内欽司（旧姓町田、町田計五郎（元日立セメント副社長）の二男）1942年1月1日生、慶應義塾大学経済学部卒業
- 孫・友子（欽司・美貴子の長女、元財務官僚、元参議院議員桜内文城の妻）1971年1月11日生、慶應義塾大学文学部卒業
- 孫婿・桜内文城（政治家、会計学者）1965年10月21日生、東京大学法学部卒業
- 孫・晴子（欽司・美貴子の二女）1975年7月19日生、慶應義塾大学総合政策学部卒業
- 二女・正子（大野勝久の妻）1949年1月4日生、慶應義塾大学文学部卒業
- 娘婿・大野勝久（明治海運取締役、元三井造船常務取締役）1944年2月18日生、慶應義塾大学経済学部卒業
- 叔父・櫻内辰郎（実業家、政治家）1886年3月13日 - 1954年11月14日、早稲田大学政治経済科（現：早稲田大学政治経済学部）修学
- 義弟・嶺駒夫（実業家）1906年3月生、早稲田大学商学部卒業
- 姪・貴代子（嶺駒夫の二女、元首相福田康夫の妻）1944年1月13日生、慶應義塾大学文学部卒業
- 姪・富佐子（嶺駒夫の長女、実業家斎藤明の妻）1937年8月生、早稲田大学教育学部卒業
- 甥・裕（嶺駒夫の長男）日本原子力発電理事、1939年2月生、立教大学理学部卒業
- 義弟・太田清之助（実業家）1909年1月19日生、九州帝国大学（現：九州大学）農学部卒業
- 甥・太田誠一（太田清之助の長男、政治家）1945年10月30日生、慶應義塾大学経済学部卒業、同大学院博士課程修了
- 甥・太田輝幸（太田清之助の二男、ホテル日航福岡社長）1948年10月1日生、慶應義塾大学商学部卒業
- 甥・櫻内朋雄（桜内乾雄の養子、政治活動家） 早稲田大学理工学部建築学科中退
- 姪孫・福田達夫（政治家）

## 選挙歴
| 当落                                       | 選挙                    | 施行日         | 選挙区       | 政党       | 得票数  | 得票率 | 得票順位 /候補者数 | 比例区   | 比例順位 /候補者数 |
| ------------------------------------------ | ----------------------- | -------------- | ------------ | ---------- | ------- | ------ | ------------------ | -------- | ------------------ |
| 当                                         | 第23回衆議院議員総選挙  | 1947年4月25日  | 東京都第1区  | 民主党     | 37,296  | 14.1   | 2/25               | -        | -                  |
| 落                                         | 第24回衆議院議員総選挙  | 1949年1月23日  | 東京都第1区  | 民主党     | 30,172  | 9.1    | 6/23               | -        | -                  |
| 当                                         | 第2回参議院議員通常選挙 | 1950年6月4日   | 島根県地方区 | 国民民主党 | 140,981 | 32.3   | 1/5                | -        | -                  |
| 当                                         | 第25回衆議院議員総選挙  | 1952年10月1日  | 島根県全県区 | 改進党     | 75,335  | 17.0   | 2/8                | -        | -                  |
| 当                                         | 第26回衆議院議員総選挙  | 1953年4月19日  | 島根県全県区 | 改進党     | 65,426  | 15.0   | 2/8                | -        | -                  |
| 当                                         | 第27回衆議院議員総選挙  | 1955年2月27日  | 島根県全県区 | 日本民主党 | 79,170  | 17.5   | 1/8                | -        | -                  |
| 当                                         | 第28回衆議院議員総選挙  | 1958年5月22日  | 島根県全県区 | 自由民主党 | 69,009  | 15.2   | 4/7                | -        | -                  |
| 当                                         | 第29回衆議院議員総選挙  | 1960年11月20日 | 島根県全県区 | 自由民主党 | 79,932  | 17.2   | 2/8                | -        | -                  |
| 当                                         | 第30回衆議院議員総選挙  | 1963年11月21日 | 島根県全県区 | 自由民主党 | 71,229  | 15.8   | 4/7                | -        | -                  |
| 当                                         | 第31回衆議院議員総選挙  | 1967年1月29日  | 島根県全県区 | 自由民主党 | 81,891  | 18.1   | 1/7                | -        | -                  |
| 当                                         | 第32回衆議院議員総選挙  | 1969年12月27日 | 島根県全県区 | 自由民主党 | 71,075  | 15.9   | 4/7                | -        | -                  |
| 当                                         | 第33回衆議院議員総選挙  | 1972年12月10日 | 島根県全県区 | 自由民主党 | 73,021  | 15.6   | 3/7                | -        | -                  |
| 当                                         | 第34回衆議院議員総選挙  | 1976年12月5日  | 島根県全県区 | 自由民主党 | 68,395  | 14.1   | 2/10               | -        | -                  |
| 当                                         | 第35回衆議院議員総選挙  | 1979年10月7日  | 島根県全県区 | 自由民主党 | 78,531  | 16.4   | 2/8                | -        | -                  |
| 当                                         | 第36回衆議院議員総選挙  | 1980年6月22日  | 島根県全県区 | 自由民主党 | 82,670  | 16.8   | 3/7                | -        | -                  |
| 当                                         | 第37回衆議院議員総選挙  | 1983年12月18日 | 島根県全県区 | 自由民主党 | 86,620  | 18.4   | 2/6                | -        | -                  |
| 当                                         | 第38回衆議院議員総選挙  | 1986年7月6日   | 島根県全県区 | 自由民主党 | 80,384  | 16.1   | 2/7                | -        | -                  |
| 当                                         | 第39回衆議院議員総選挙  | 1990年2月18日  | 島根県全県区 | 自由民主党 | 79,890  | 15.8   | 2/7                | -        | -                  |
| 当                                         | 第40回衆議院議員総選挙  | 1993年7月18日  | 島根県全県区 | 自由民主党 | 63,905  | 13.2   | 4/9                | -        | -                  |
| 当                                         | 第41回衆議院議員総選挙  | 1996年10月20日 | -            | 自由民主党 |         |        |                    | 比例中国 | 第2位              |
| 当選回数19回 （衆議院議員18・参議院議員1） |                         |                |              |            |         |        |                    |          |                    |